# Micatagla
Micatagla (лат.) — род мелких ос из семейства Bradynobaenidae (Apterogyninae). Около 50 видов.

## Распространение
Африка (большинство видов) и Азия (2 вида, Аравийский полуостров).

## Описание
Внешне похожи на ос-немок (Mutillidae). Длина от 4 до 18 мм. Основная окраска от красновато-коричневой до чёрной. Имеют резкий половой диморфизм: самки бескрылые с короткими усиками, самцы крылатые с длинными усиками. 3-й метасомальный тергит (T3) самок без базального тегументального жёлтого пятна; глаза самок мелкие. У самцов передние крылья с замкнутой брахиальной ячейкой.

## Классификация
Род был впервые выделен в 1994 году энтомологом К. Аргаманом (Q. Argaman, 1994) на основании типового вида Micatagla schulzei (André, 1909) и включает часть видов из рода Apterogyna.
- Micatagla allaqiensis Gadallah & Soliman, 2014 — Египет
- Micatagla alluaudi  — Кения, Танзания, Чад
- Micatagla andrei  — Ботсвана, Зимбабве, Намибия, ЮАР
- Micatagla antropovi Pagliano, 2002 — Саудовская Аравия, Йемен, Оман, Египет
- Micatagla ezzati Gadallah & Soliman, 2014 — Египет
- Micatagla fuscogaster Gadallah et al., 2019 — Саудовская Аравия[3]
- Micatagla klugi (André, 1899) — Египет
- Micatagla leleji Pagliano, 2002 — Намибия
- Micatagla maraisi Pagliano, 2002 — Намибия
- Micatagla maurae Pagliano, 2002 — Эфиопия
- Micatagla noorti Pagliano, 2002 — Намибия
- Micatagla pesarinii Pagliano, 2002 — Кения
- Micatagla pulawskii Pagliano, 2002 — Кения
- Micatagla rainerii Pagliano, 2002 — Намибия
- Micatagla pseudorainerii Gadallah & Soliman, 2014 — Египет
- Micatagla rainerii Pagliano, 2002
- Micatagla reemae Gadallah et al., 2019 — Саудовская Аравия
- Micatagla saudita Gadallah et al., 2019 — Саудовская Аравия
- Micatagla schulzei (André, 1909)
- Micatagla schwarzi Pagliano, 2002 — Намибия, Ботсвана, ЮАР
- Micatagla senegalense
- Micatagla similis Gadallah et al., 2019 — Саудовская Аравия[3]
- Micatagla suarezi (Invrea, 1963)
- Micatagla villemantae Pagliano, 2002 — Алжир
- Micatagla voltana (Invrea, 1953)
- Micatagla zavattarii (Invrea, 1950)
- Другие виды